# Diafora
Diafora (gr. διαφορά diaphorá – "przesunięcie, różnica, odmienność") – figura retoryczna polegająca na powtarzaniu tego samego wyrazu, jednak za każdym razem w innym jego znaczeniu, budując w ten sposób kalambur, grę słów. Diafora może być zbliżona do tautologii lub pleonazmu (określana jest wtedy mianem dilogii), np.:
Matka jest matką.
Różnice semantyczne w diaforze mogą być słabo zarysowane, np.:
Chleb jest chlebem codziennym. (Z. Bieńkowski, Wstęp do poetyki, II)
Niektóre diafory zestawiają ze sobą słowa o całkowicie różnym znaczeniu, których podobieństwo tkwi w ich homonimii, np.:
Kiosk z gazetami rzuca cień palmy / Patrzmy słuchajmy i palmy (A. Ważyk, Tramwaj)